# Makman Ben Amer
Makman Ben Amer là một đô thị thuộc tỉnh Naama, Algérie. Dân số thời điểm năm 2002 là 3.658 người.